# Laure (monachisme)
Pour les articles homonymes, voir Laure.

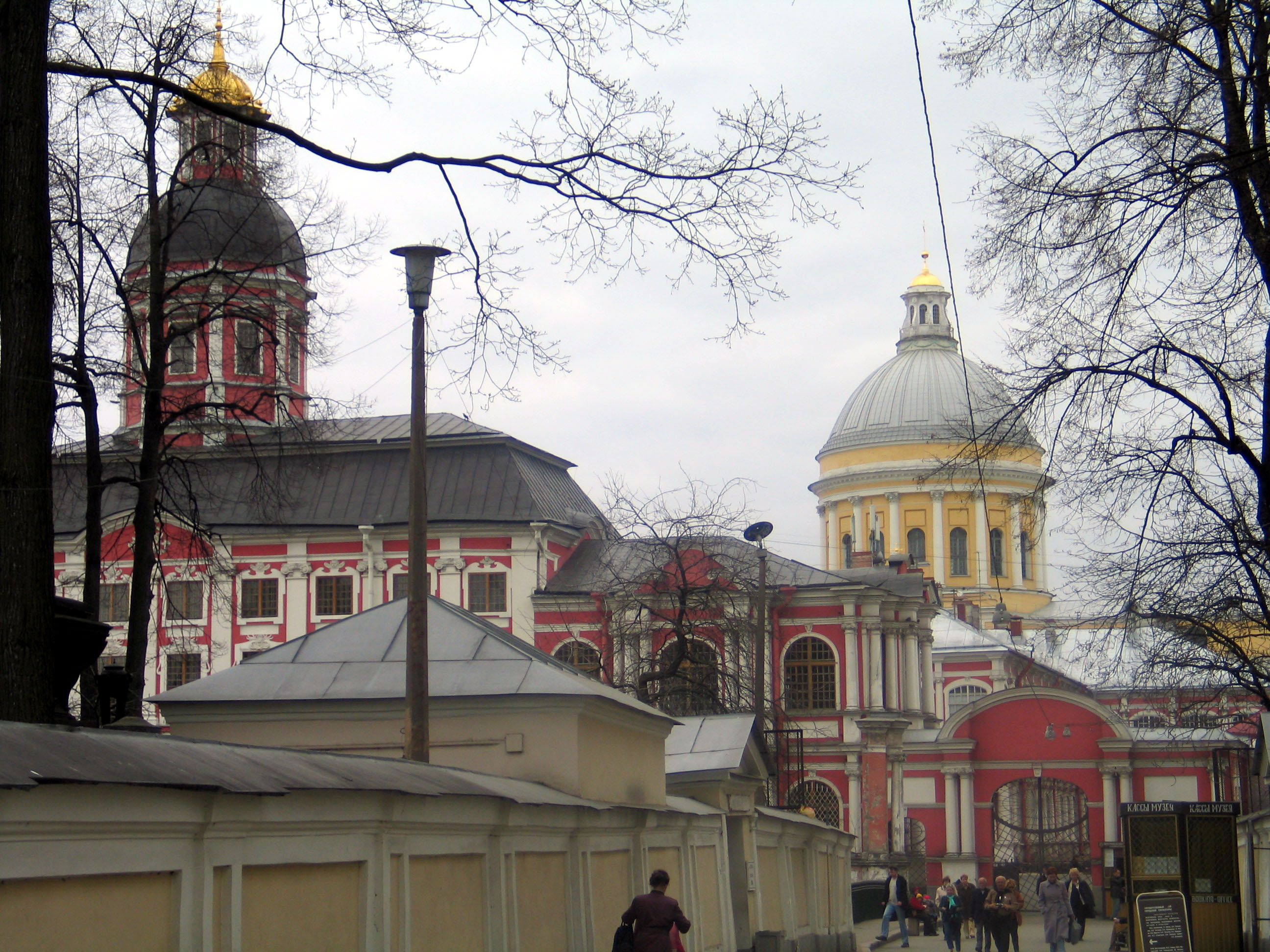
Laure Alexandre Nevski.

Dans l'Église orthodoxe et dans les Églises orientales, une laure est un établissement monastique où les moines vivent, durant la semaine, comme des ermites, dispersés dans une région éloignée des zones habitées. Le samedi soir, le dimanche et les jours de fête, ils se rassemblent pour chanter ensemble les offices, prendre les repas en commun et recevoir l'enseignement d'un ancien. Il s'agit d'un mode de vie monastique mixte : semi-cénobitique et semi-érémitique.
Le terme peut également désigner un grand monastère orthodoxe auquel est conféré un statut d'honneur en raison de son importance. C'est particulièrement le cas dans l'Église russe. La laure Saint-Alexandre de la Néva a reçu, dès sa fondation par Pierre le Grand, le titre de laure sans avoir jamais fonctionné comme tel. Il s'agissait de donner au monastère de la nouvelle capitale un prestige équivalent à ceux de saint Théodose (Grottes de Kiev) et de saint Serge de Radonège (Trinité-Saint-Serge).

## Origine
Selon Chitty, le grec laura (« tuyau ») dériverait de l'araméen suq (au sens de « ruelle », d'où l'arabe souk, « marché »), qu'on retrouverait dans le nom de la 3e laure fondée par Chariton le Confesseur, souka, à cause de la disposition des cellules, rangées l'une à côté de l'autre au lieu d'être dispersées dans le paysage (comme c'était le cas en Égypte).
À l'inverse, subiba, attesté en grec pour désigner deux monastères de la vallée du Jourdain (auxquels fait allusion Jean Moschus), viendrait du mot araméen signifiant « cercle », les cellules étant disposées en cercle.

## Histoire
Cyrille de Scythopolis disait d'Euthyme qu'il avait fondé sa laure « sur le modèle de Pharân », la première des trois laures fondées par Chariton le Confesseur, au début du IVe siècle. On peut donc considérer que le terme « laure » désignait surtout le mode de prière : les moines prient seuls dans leur cellule (sauf une fois par semaine), et non pas en commun dans l'église, comme c'est le cas dans le cénobitisme. De fait les moines des laures du désert de Judée ou de la vallée du Jourdain à l'époque byzantine, sauf exception, vivaient dans le même monastère comme n'importe quels autres cénobites.
Une description du poète Sidoine Apollinaire permet de penser que tel était le mode de vie des moines de Moustiers-Sainte-Marie au Ve siècle.

## Les laures actuelles
On peut relever aujourd'hui au moins huit monastères orthodoxes qui sont appelés « laures ».
- Patriarcat orthodoxe de Jérusalem :
  - La laure de saint Sabas en Palestine.

- Patriarcat œcuménique de Constantinople :
  - La Grande Laure de Saint-Athanase (ou Grande Laure) dans la république monastique du Mont Athos.

- Église orthodoxe de Grèce :
  - La Sainte-Laure de Kalavryta dans le Péloponnèse.

- Patriarcat de Moscou et de toute la Russie :
  - La laure de saint Alexandre Nievski (Saint-Pétersbourg, Russie).
  - La laure de la Trinité-Saint-Serge (Serguiev Possad, Russie),
- Église orthodoxe d'Ukraine :
  - La laure des Grottes de Kiev (Kiev, Ukraine),
  - La Laure de Potchaiev (Ouest de l'Ukraine), devenue laure en 1833,
  - La Laure de Sviatohirsk (Est de l'Ukraine),

- Il existe aussi des laures dans l'Église grecque-catholique ukrainienne.